# Securigera orientalis
Coronilla iberica là một loài thực vật có hoa trong họ Đậu. Loài này được (Mill.) Lassen miêu tả khoa học đầu tiên.